# Saint-Prix (Val-d'Oise)
Saint-Prix is een gemeente in het Franse departement Val-d'Oise (regio Île-de-France) en telt 6767 inwoners (1999). De plaats maakt deel uit van het arrondissement Pontoise.

## Geografie
De oppervlakte van Saint-Prix bedraagt 7,9 km², de bevolkingsdichtheid is 856,6 inwoners per km².
De onderstaande kaart toont de ligging van Saint-Prix (Val-d'Oise) met de belangrijkste infrastructuur en aangrenzende gemeenten.

## Demografie
Onderstaande figuur toont het verloop van het inwonertal (bron: INSEE-tellingen).